# Semifinal
Una semifinal és una situació en la qual s'enfronten dos o més contrincants, tot buscant un lloc per a la final. Normalment s'enfronten els participants que han guanyat els encreuaments de quarts de final. S'acostuma a utilitzar el format de quatre participants, realitzant-se dos emparellaments (participant A contra participant B i participant C contra participant D).
Els guanyadors de cadascuna de les disputes seran els que jugaran la final; mentre que els dos perdedors —si el format de la competició ho contempla— disputen la final de consolació o enfrontament per la medalla de bronze, que decidirà el tercer i quart lloc.